# NMBS Type 29 (1945)
De Type 29 is een stoomlocomotief die van 1945 tot 1967 in dienst reed van de Nationale Maatschappij der Belgische Spoorwegen. Het waren zware en sterke locomotieven die werden ingezet voor zowel goederen als personenvervoer. Ze werden gebouwd in de Verenigde Staten van Amerika en Canada bij de fabrikanten American Locomotive Company, Canadian Locomotive Company en Montreal Locomotive Works. Eén locomotief van dit type is bewaard gebleven.

## Geschiedenis
Gedurende de Tweede Wereldoorlog werd heel wat Belgisch spoorwegmateriaal verwoest, waaronder vele locomotieven. Na de oorlog was er nood aan nieuwe stoomlocomotieven om de exploitatie van het net weer op gang te krijgen. De Belgische industrie had eveneens zwaar geleden onder het oorlogsgeweld en was niet in staat de schaarste op te vangen. Als deel van het Marshallplan werden er dus verschillende treinen ingevoerd vanuit de Verenigde Staten en Canada. De type 29 was een polyvalente en betrouwbare locomotief die zowel zware goederentreinen kon trekken als passagiersdiensten met frequente stops onderweg. Ze werden geassembleerd in Canada en kwamen aan van 1945 tot 1946 in de Haven van Antwerpen. De in totaal 300 locomotieven werden verspreid over verschillende stelplaatsen, met name Schaarbeek (64 machines), Ronet (57 machines), Jemelle (43 machines), Ottignies (33 machines), Stockem (30 machines), Haine-Saint-Pierre (27 machines), Hasselt (26 machines) en Aalst (20 machines). In de daarop volgende jaren werden de locomotieven nog meermaals geherstationeerd. Door hun typisch Amerikaanse ruime en comfortabele cabine genoten deze machines een grote populariteit bij machinisten en stokers. De loc kreeg hierdoor ook de bijnaam 'Jeep' mee.

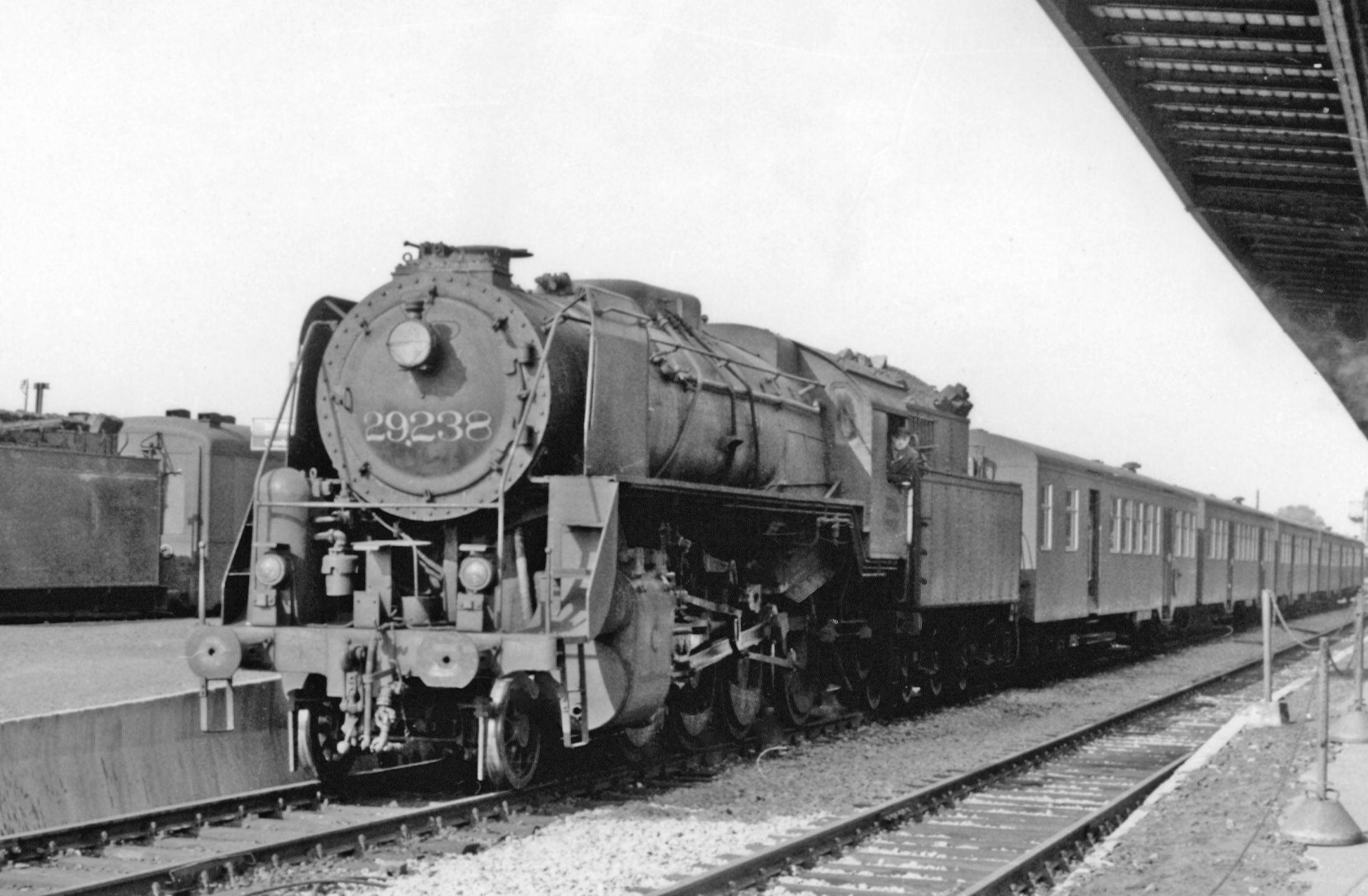
Een locomotief type 29 in het station van Bergen

Vanaf de jaren zestig van de 20ste eeuw liep het aandeel van de stoomtractie terug. De elektrische en diesellocomotieven waren gebruiksvriendelijker, zuiniger, properder en goedkoper om in te zetten. Na een carrière van slechts 21 jaar trok locomotief 29.013 de laatste commerciële passagierstrein in België op 20 december 1966. De rit van Aat naar Denderleeuw werd toen bijgewoond door duizenden nieuwsgierigen die het stoomtijdperk vaarwel kwamen zwaaien. Na deze rit werden de meeste van de 300 locomotieven met pensioen gestuurd, met uitzondering van 12 machines die nog tot 1967 sporadisch goederentreinen bleven trekken (°) . Locomotief 29.013 werd bewaard door de NMBS en zou later nog museumdiensten blijven rijden. Een aantal andere locomotieven werden verbouwd tot mobiele stoommachine en gingen op die manier nog 15 jaar mee, waarna ze alsnog verschroot werden. De 29.164, een van de locs die omgebouwd werd tot stoommachine, staat in de buurt van de museumbewaarplaats te Haine-Saint-Pierre weg te roesten.
(°) Op die 20 december 1966 waren nog 3 andere locomotieven van de reeks 29 aan het werk: de 29.100 diende als 'bezemlok' achter die laatste stoomtrein; de 29.061 trok een goederentrein van Merelbeke naar Aalst en de 29.232 was planton-reserve in de stelplaats van Aalst (waar alle vier deze 29'ers gestationeerd waren). In de uren volgend op aankomst van de 29.013 werden hun ketels gedoofd.